# Jade Pettyjohn
Jade Pettyjohn (Los Angeles, 8 de novembro de 2000) é uma atriz norte-americana. Ela é mais conhecida por seus papéis como McKenna Brooks no longa-metragem An American Girl: McKenna Shoots for the Stars, Summer na série de televisão da Nickelodeon School of Rock e Lexie Richardson na minissérie do Hulu Little Fires Everywhere.

## Vida e carreira
Jade nasceu em Los Angeles, Califórnia, no dia 8 de novembro de 2000.
Antes de iniciar sua carreira no cinema e na televisão, ela se apresentou ao lado de um grupo local de canto e dança aos sete anos de idade. Jade também interpretou diversos papéis em diversas series de TV como Revolution, Criminal Minds, e Grimm.
Em 2019 ela foi escalada para a minissérie do Hulu, Little Fires Everywhere interpretando Lexie Richardson, a filha do personagem de Reese Witherspoon. Em junho de 2020, foi anunciado que Pettyjohn havia sido escalado para a próxima série dramática da ABC, Big Sky, interpretando Grace Sullivan, que é sequestrada junto com sua irmã mais velha Danielle (Natalie Alyn Lind).

## Filmografia

### Filmes
| Ano  | Título           | Papel           | Notas |
| ---- | ---------------- | --------------- | ----- |
| 2014 | Dakota's Summer  | Summer Jennings |       |
| 2015 | Shangri-La Suite | Jovem Karen     |       |
| 2016 | Girl Flu         | Bird            |       |
| 2018 | Destroyer        | Shelby          |       |
| 2018 | Trial by Fire    | Julie Gilbert   |       |
| 2019 | Seberg           | Jenny Kowalski  |       |

### Televisão
| Ano       | Título                                         | Papel                                       | Notas                                            |
| --------- | ---------------------------------------------- | ------------------------------------------- | ------------------------------------------------ |
| 2008      | The Mentalist                                  | Julie Sands                                 | Episódio: "Ladies in Red"                        |
| 2010      | United States of Tara                          | Kammy                                       | Episódios: "Trouble Junction", "The Truth Hurts" |
| 2011      | Criminal Minds: Suspect Behavior               | Samantha Weller                             | Episódio: "Two of a Kind"                        |
| 2012      | Grimm                                          | April Granger                               | Episódio: "The Bottle Imp"                       |
| 2012      | An American Girl: McKenna Shoots for the Stars | McKenna Brooks                              | Filme televisivo                                 |
| 2012–2013 | Revolution                                     | Charlie Matheson (11 anos) / Jovem Samantha | 3 episódios                                      |
| 2014      | The Last Ship                                  | Ava Tophet                                  | Papel recorrente, 6 episódios                    |
| 2014      | All I Want for Christmas                       | Megan Farley                                | Filme televisivo                                 |
| 2014–2015 | Henry Danger                                   | Chloe Hartman                               | 3 episódios                                      |
| 2015      | Nickelodeon's Ho Ho Holiday Special            | Ela mesma                                   | Especial de televisão                            |
| 2016–2018 | School of Rock                                 | Summer                                      | Papel principal                                  |
| 2016      | Pure Genius                                    | Madeline Sorenson                           | Episódio: "A Bunker Hill Christmas"              |
| 2017      | Rufus 2                                        | Kat                                         | Filme televisivo                                 |
| 2017      | Nickelodeon's Not So Valentine's Special       | Ela mesma                                   | Especial de televisão                            |
| 2017      | Nickelodeon's Sizzling Summer Camp Special     | Ela mesma                                   | Especial de televisão                            |
| 2017      | Nickelodeon's Ultimate Halloween Haunted House | Ela mesma                                   | Especial de televisão                            |
| 2017      | Nicky, Ricky, Dicky & Dawn                     | Rose Dirken                                 | Episódio: "The Wonderful Wizard of Quads"        |
| 2019      | Deadwood: The Movie                            | Caroline Woolgarden                         | Filme televisivo                                 |
| 2019      | The Righteous Gemstones                        | Dot Nancy                                   | 3 episódios                                      |
| 2019      | Middle School Moguls                           | Celeste (voz)                               | Minissérie de animação; papel principal          |
| 2020      | Little Fires Everywhere                        | Lexie Richardson                            | Papel principal; minissérie                      |
| 2020–2021 | Big Sky                                        | Grace Sullivan                              | Papel principal                                  |